# Breviceps montanus
Breviceps montanus är en groddjursart som beskrevs av Anne Marie Power 1926. Breviceps montanus ingår i släktet Breviceps och familjen Brevicipitidae. IUCN kategoriserar arten globalt som livskraftig. Inga underarter finns listade.